# Иванчук, Андрей Владимирович
Андрей Владимирович Иванчук (укр. Андрій Володимирович Іванчук; 16 июня 1973, Ивано-Франковск — 25 сентября 2023) — украинский политик. Народный депутат Украины Верховной рады VII, VIII и IX созывов. Ближайший соратник Арсения Яценюка. Член партии «Народный фронт».

## Биография

### Ранние годы, трудовая деятельность
Родился в семье врачей. В 1991 году, окончив среднюю школу имени Василия Стефаника в городе Коломые, поступил в Черновицкий государственный университет на юридический факультет, который окончил в 1996 году по специальности «Правоведение». Давний друг Арсения Яценюка, именно он убедил Иванчука стать юристом, а не врачом. С 1991 года Иванчук является его советником и бизнес-партнёром, вместе с ним в студенческую пору он основал юридическую фирму «Юрек Лтд», вложившись в уставный капитал по 18 миллионов купоно-карбованцев. Позже к ним в качестве партнёров присоединились Андрей Пышный и Александр Бурабак.
В 1996—1998 годах преподаватель кафедры уголовного права и процесса альма-матер. В 1998—1999 годах вице-президент юридической фирмы «ЮРЕК». В 1999—2000 годах начальник территориального отделения Коломыйского филиала банка «Аваль» в городе Снятин. В 2000—2001 годах консультант, в 2001—2002 годах заместитель директора Ивано-Франковской областной дирекции банка «Аваль». В 2003—2004 годах председатель правления ОАО «Володимирцукор» в городе Владимир-Волынский. С 2005 года прекратил заниматься бизнесом.
В 2006 году вице-президент НАК «Энергетическая компания Украины». В 2008—2009 годах директор ГПВД «Укринтерэнерго».
23 сентября 2009 года был избран руководителем и главой исполнительного комитета партии «Фронт перемен», отвечал за создание областных и районных отделений. Проработал на этом посту по июнь 2010 года.
В интервью «Украинской правде» бизнесмен Игорь Коломойский рассказал, что владеет совместно с Андреем Иванчуком компанией «Техинсервис» (Techinservice Limited). В феврале 2017 года российская нефтяная компания «Лукойл» продала «Техинсервису» 50 % предприятия «Карпатнефтехим» в Ивано-Франковской области.
По данным журналистского расследования, ещё до революции 2014 года на госпредприятии «Укрспирт» сложились коррупционные схемы, заключавшиеся в том, что с ряда заводов западной Украины в Хоростков свозился чистый спирт якобы для производства биоэтанола, но на самом деле из этого сырья на заводах, принадлежавших «Техинсервису», производилась «левая» водка. Об этих схемах рассказал экс-глава «Укрспирта» Михаил Лабутин, которому покровительствовал бывший министр аграрной политики Игорь Швайка. В конце октября 2015 года украинские СМИ и эксперты сообщили о том, что Иванчук планирует ввести в «Укрспирт» свой менеджмент для воссоздания прежних схем. Сам Иванчук отверг обвинения в связях с «Укрспиртом». При этом, возглавляемый Андреем Иванчуком Комитет Верховной рады по вопросам экономической политики 5 октября 2016 года предложил принять Законопроект о приватизации предприятий спиртовой промышленности, несмотря на отрицательное заключение об этом проекте закона со стороны Главного научно-экспертного управления аппарата ВР.
По данным журналистских расследований, Андрей Иванчук контролирует магазин беспошлинной торговли аэропорта «Борисполь». Контракт на 10-летнюю аренду торговых площадей получила компания «БФ энд ГБ Тревел Ритейл», которая расположена в одном офисе и имеет общую приёмную с офисом и приёмной Иванчука. «БФ энд ГБ Тревел Ритейл» на конкурсе опередила мирового лидера отрасли швейцарскую компанию Dufry.

### Народный депутат
С 12 декабря 2012 года народный депутат Украины VII созыва от партии Всеукраинское объединение «Батькивщина» (прошёл под № 39 в списке). Заместитель председателя фракции, председатель комитета Верховной рады по вопросам экономической политики.
В 2013 году являлся одним из инициаторов закона против «кнопкодавстве», для чего продолжительное время блокировал Раду. С того же 2013 года многократно замечен в нарушении ст. 84 Конституции Украины относительно личного голосования в Верховной раде. 15 мая 2014 года стал рекордсменом по количеству фальсификаций голосований в парламенте за год, проголосовав за включение в повестку дня законопроекта «О выборах Президента Украины» сразу от имени пяти депутатов. 9 февраля 2017 года Андрей Иванчук вместе с ещё четырьмя депутатами был пойман на неперсональном голосовании за законопроект № 5610 о внесении изменений в УПК Украины (относительно усовершенствования механизмов обеспечения задач уголовного производства).
В ходе Евромайдана был инициатором принятия модели коллегиального решения о получении денежных средств от спонсоров. Сам пожертвовал несколько миллионов гривен.
На парламентских выборах 2014 года был избран в Верховную раду VIII созыва по партийному списку партии «Народный фронт», в котором получил 16 место. В это время отвечал за партийную работу в Киевской и Ивано-Франковской областях. Являлся главой комитета по вопросам экономической политики и заместителем главы фракции «Народного фронта», а также членом групп по межпарламентским связям с Китаем и Литвой.
Ряд украинских СМИ называл Андрея Иванчука «смотрящим» и одним из трёх (вместе с Игорем Кононенко и Николаем Мартыненко) серых кардиналов парламента VIII созыва, представляющих интересы президента Петра Порошенко и премьера Арсения Яценюка.
1 ноября 2018 года были введены российские санкции против 322 граждан Украины, включая Андрея Иванчука.
На парламентских выборах 2019 года выдвигался самовыдвиженцев по 88 округу (город Коломыя, Городенковский район и часть Коломыйского Ивано-Франковской области)). По итогам голосования занял первое место (44,62 %, 32 179 голосов), обойдя кандидатов от партий «Слуга народа» и «Голос» Андрея Шевченко (25,46 %, 18 361 голосов) и Ивана Вережака (11,05 % 7 968 голосов).
В декабре 2019 года вошёл в состав депутатской группы «Доверие».
Умер 25 сентября 2023 года в возрасте 50 лет.

## Скандалы
Согласно данным журналистского расследования программы «Наши гроши», приближённые Андрея Иванчука имеют отношение к захвату помещения элитного фитнес-клуба «Софийский», расположенного в Киеве напротив здания Министерства юстиции Украины. С 2016 года за эту недвижимость в судах борется владелец ООО «БФ Груп» Артур Гранц — друг Иванчука. Директором этой компании является Юрий Грищенко, ранее работавший помощником народного депутата Андрея Иванчука. Летом 2017 года группа из 30 человек заблокировала вход в спортивный зал и в офис, а также захватила первые три этажа здания.
В январе 2015 года Андрей Иванчук нарушил антикоррупционное законодательство, подарив Секретарю СНБО Александру Турчинову авторучку стоимостью 1 тыс. гривен. По закону «О принципах предотвращения и противодействия коррупции», чиновникам запрещается получать подарки дороже, чем половина минимальной зарплаты (около 600 гривен).

## Награды
- Наградное оружие — пистолет «Glock 26» (22 декабря 2014)[41].

## Доходы
По официальной декларации, весь доход Иванчука в 2011 году составил 12 тысяч гривен. Официально он не имеет недвижимости, есть только два автомобиля — «Land Rover» и «Mercedes Benz» 2008 года выпуска. Членам его семьи принадлежит участок земли площадью 13 тысяч 740 квадратных метров, а также жилой дом площадью 503,6 квадратных метров и квартира площадью 78,4 квадратных метров. Кроме недвижимости у семьи есть автомобиль «Toyota Seguoia» 2010 года выпуска и яхта «Galeon 440» 2007 года выпуска.
По данным декларации за 2015 год, Андрей Иванчук держал наличными 750 тыс. швейцарских франков, 600 тыс. евро, 500 тыс. долларов и 3,7 млн гривен. 4 сентября 2016 года Андрей Иванчук прилетел из Ниццы в Киев на частном самолёте Gulfstream G200, зарегистрированном на австрийскую компанию MJet GmbH. Аренда подобного самолёта стоит 20-23 тыс. евро (600 тыс. гривен), при этом за 2015 год Иванчук заработал 891 518 гривен.
В декларации за 2017 год Андрей Иванчук указал заработную плату народного депутата в размере 247 340 гривен. Иванчук указал в декларации три иконы, три пары часов (производства Breguet, Vacheron Constantin и Rolex), четыре ружья (Blaser R93, Blaser D99BB Super, B&T SPR300 .300 Whisper, а также Desert Tech HTI). В собственности у нардепа находился автомобиль Toyota Sequoia 2013 года выпуска. За 2017 год Иванчук получил проценты от депозита в «Укргазбанке» на сумму в 5 497 779 гривен. Депутат задекларировал 2,5 млн гривен наличными, а также 30 200 941 гривну и 631 575 евро на счетах «Укргазбанка».
Андрей Иванчук арендует квартиру размером 174,3 м² в центре Киева за 26 тыс. гривен в месяц. Она расположена на Рыльском переулке, с видом на Софийскую площадь.

## Семья
Жена Ирина, дочь.